# Kárász Eszter
Kárász Eszter (Budapest, 1978. augusztus 2.) magyar színész, énekes, bohócdoktor.

## Pályája
Gyerekszínészként a Szamárköhögés című filmmel vált ismertté, de játszott színházban, tévében, a televízió Kölyökidő műsorában és tagja volt a Magyar Rádió Gyermekstúdiójának is, melynek keretein belül számos hangjátékban szerepelt. Megszűnéséig szereplője volt a Kossuth Rádióban  A Szabó családnak és a Darálónak, valamint a Vacka Rádió című hangjáték-sorozatnak mint Pötty Zorka. Érettségi után a Mozgássérültek Pető András Nevelőképző és Nevelőintézete főiskoláján végzett konduktor-tanító szakon, majd a Színház- és Filmművészeti Egyetem Drámapedagógia szakán másoddiplomázott. Az Óz, a nagy varázsló főszerepével tért vissza a színpadra, és jelenleg is színészként, énekesként dolgozik.
2001 óta a Piros Orr Bohócdoktorok Alapítványának tagja, ahol dr. Bigyó bohócként számos budapesti és vidéki kórházba jár kollégáival a beteg gyerekeket megnevettetni, és ezáltal gyógyulásukat elősegíteni.
Édith Piaf emlékét idéző Padam című francia sanzonestjével két évtizede járja az országot, és külföldet. Színházi munkái és fellépései mellett zenés foglalkozásokat tart kicsi gyerekeknek, Dalolka – zenés játék gyermekeknek címmel 2007 óta.
Gyerekzenekarával, az Eszter-lánc mesezenekarral 2012-től muzsikál az ország és a világ számos pontján. Három lemezük jelent meg a Gryllus Kiadónál. Kettőt Fonogram díjra is felterjesztették.
ESZTETT nevű popzenekara 2021-ben alapult, a zenekar saját dalai a könnyűzene, a rock and roll, a szving, a balkáni ritmusok és a világzene sokféle stílusából merítenek.
Több írása is megjelent, írt novellát a Manó kiadónál megjelent Szeretlek, anya kötetbe, mesét a Piros orr mesék antológiába és rendszeresen ír cikkeket, interjúkat a Képmás magazinnak.
2024-ben Magyar Ezüst Érdemkereszttel kitüntetett művész.[forrás?]

## Magánélete
Apja Szokolay Sándor zeneszerző, anyja Kárász Ilona, fuvolatanár. Elvált, két lánya van, Gáspár Dorka (2006) és Gáspár Janka (2008).

## Színpadi munkák
- Kern-Sándor: Ragyogj, ragyogj csillagom – Rendező: Sándor Pál, 1985 – Vígszínház
- Wedekind: Lulu (Kadega) - Rendező: Ács János, 1989 – Katona József Színház
- Tabi László: Enyhítő körülmény (Panni) – Rendező: Zsudi József, 1997 – Újpest Színház
- Shakespeare: Szentivánéji álom (Puck) – Rendező: Kárász Eszter, 1998 – Térszínház
- Frank L. Baum: Óz, a nagy varázsló (Dorka) – Rendező: Fehér Ildikó, 2001 – Gózon Gyula Kamaraszínház
- Aucasin és Nicolette (zenész) – Rendező: Varsányi Anikó, 2001 – Komédium Színház
- Arisztophanész: Lovagok (Lovag) – Rendező: Papp János, 2001 – Komédium Színház
- Molnár Ferenc: Mind ilyenek (Erzsi) - Rendező: Varsányi Anikó, 2002 – Komédium Színház
- Horváth Péter: Európa elrablása (Igazgatónő) – Rendező: Horváth Péter, 2003 – Komédium Színház
- Weöres Sándor: Csalóka Péter (Bíróné) – Rendező: Pataki András, 2003 – Forrás Színház
- Németh E.: Salamon király varázsgyűrűje (Zelika) – Rendező: Pataki András, 2003 – Forrás Színház
- Ibsen: Peer Gynt (Solveig) – Rendező: Pataki András, 2003 – Forrás Színház
- Elias Jónsson: Madarak haláltusája (Barátnő) – Rendező: Gergely László, 2004 – Aranytíz Teátrum
- Padam (Édith Piaf) – Rendező: Varsányi Anikó, 2006 – Merlin Színház
- Weöres Sándor: Psyché (Psyché) – 2009 – Pécs, Művészetek Háza
- Diramerján Artin: Aznavour (Édith Piaf) – 2015
- Chanson Elysée - francia sanzonest Csemer Boglárka, Kárász Eszter és Tompos Kátya közreműködésével (MüPa, Vigadó, PIM, Városmajori Szabadtéri Színpad) - 2019
- Jean Cocteau : Közönyös szerető (RS9  Színház) – 2024
- Maszat (zenés mesejáték Berg Judit műve alapján) – 2024

## Filmek
- Elysium (1986) – Rendező: Szántó Erika
- Szamárköhögés (1986) – Rendező: Gárdos Péter
- A varázsló álma (1987) – Rendező: Molnár György
- Kiáltás és kiáltás (1987) – Rendező: Kézdi-Kovács Zsolt
- A hecc (1989) – Rendező: Gárdos Péter
- Gaudiopolis (1989) – Rendező: Szántó Erika
- Vili, a veréb (1989) – Rendező: Gémes József
- Találkozás Vénusszal (1991) – Rendező: Szabó István
- És mégis… (1991) – Rendező: Kézdi-Kovács Zsolt

## Rendezések
- Shakespeare: Szentivánéji álom – 1998, Térszínház
- Ki viszi át a szerelmet? – 1999, Merlin Színház
- Jaj, kész ez a vers is… (előadóest)
- 2000 – Kalliopé Vers-színház
- Gyermekkoromban csillag voltam (előadóest) – 2004, Merlin Színház
- Lélekhúrok – 2005, Nemzeti Táncszínház
- EnTransz – 2006, Merlin Színház

## Önálló estek
- Ki viszi át a szerelmet? (szerelmes vers-est) – Vigadó, Merlin Színház, Siklós, Pécs (1999–2006)
- Jaj, kész ez a vers is… (József Attila-est) – Kalliopé Versszínház, Miskolc, Baja (2000–2001)
- Nehezék (Dömötör László verseiből) – Fővárosi Nagycirkusz, Baja, Őriszentpéter (2006–2007)
- Padam (Édith Piaf verses-sanzonest) – Merlin Színház (2005)
- Weöres Sándor: Psyché – Pécs, Művészetek Háza (2009)
- Este fess a pesti nő (sanzonest) (2015)

## Televízió
- Kölyökidő – műsorvezető – Magyar Televízió – ifjúsági műsor, 1988–1992
- Kalliopé dalnokai – színész – Duna Televízió – versmondó műsor, 1998–1999
- Sztárkép – Másképp – szerkesztő – Budapest Televízió – show-műsor, 1999
- Súgólyuk – műsorvezető – MTV-Miskolci Stúdió – kulturális ajánló, 2001
- Képben vagyunk – szerkesztő, riporter – Magyar Televízió, 2003-2004
- Magyar elsők – Az első magyar gyerekszínész – műsorvezető – Magyar Televízió, 2005

## CD-k, hangoskönyvek
- Tóth Krisztina: Legyünk barátok! - Malac és Liba 1-4.
- Gyurkovics Tibor: Kiskutya, nagykutya
- Ecséri Lilla naplója
- Egyszervolt, holnemvolt (Eszter-lánc mesezenekar)
- Kétszervolt, holnemvolt (Eszter-lánc mesezenekar)
- Játszóházi rokkendroll (Eszter-lánc mesezenekar)
- Pumba világgá megy (Walt Disney)
- Pocahontas és a sasfióka (Walt Disney)

## Díjak
- Arany Sétapálca díj, Vevey (1988)
- Magyar Rádió Nívódíja (1990)
- Csokonai Emlékplakett (1998)
- Kazinczy-érem (1999)
- Kaleidoszkóp-díj (2004)
- Soltis Lajos Fesztivál rendezői különdíj (2004)
- Boldog gyerekekért és családokért - díj (2015)
- Magyar Ezüst Érdemkereszt (2024)[5]